# Curticantharis trapezialis
Curticantharis trapezialis is een keversoort uit de familie soldaatjes (Cantharidae). De wetenschappelijke naam van de soort werd in 1994 gepubliceerd door Zhang in Zhang, Sun & Zhang.